# ダビド・サルスマン
ダビド・アレハンドロ・サルスマン・ゲバラ（David Alejandro Zalzman Guevara  ,  1996年3月4日 - ）は、ベネズエラ・アラグア州マラカイ出身のプロサッカー選手。モナガスSCに所属している。ポジションはMF。

## 来歴
2008年にスペインに渡り、FCバルセロナが運営する育成組織 ラ・マシア に入所。2013年まで在籍したものの、FCバルセロナB入りはならず、同年にプリメーラ・ディビシオン・デ・ベネズエラのデポルティーボ・アンソアテギに入団。後年になり、MARCAの調査で、「バルサ出身の将来が約束された50人」の中に、サルスマンの名前も取り上げられた。
2014-15シーズンにプロデビューし、リーグ戦17試合に出場。コパ・スダメリカーナにも出場したものの、同シーズンでアンソアテギに退団。アメリカの高校に留学し、2016年にメンフィス大学に進学。NCAAで3シーズンプレーし、48試合6得点を記録。その後、2019年1月のMLSドラフトで、ポートランド・ティンバーズから4巡目95位で指名された。

## 代表経歴
2013年にアラブ首長国連邦で開催された2013 FIFA U-17ワールドカップに、U-17のベネズエラ代表の一員として出場した。